# غابرييل موتومبو
غابرييل موتومبو (بالفرنسية: Gabriel Mutombo)‏ هو لاعب كرة قدم فرنسي في مركز الدفاع، ولد في 19 يناير 1996 في فيلوربان في فرنسا. لعب مع نادي أورليانز.

## وصلات خارجية
- غابرييل موتومبو على موقع رابطة كرة القدم الفرنسية للمحترفين (الإنجليزية)
- غابرييل موتومبو على موقع قاعدة بيانات كرة القدم.إي يو (الإنجليزية)
- غابرييل موتومبو على موقع Soccerway.com (الإنجليزية)
- غابرييل موتومبو على موقع عالم كرة القدم.نت (الإنجليزية)
- غابرييل موتومبو على موقع AS.com (الإسبانية)